# Râul Valea Teilor
Râul Valea Teilor este un curs de apă, afluent al râului Iza. 

## Hărți
- Harta județului Maramureș
- Harta munții Maramureș
- Harta munții Rodnei  Arhivat în 22 iulie 2020, la Wayback Machine.